# Cultura de Vučedol
La cultura de Vučedol (en serbocroata: Vučedolska kultura / Вучедолска култура) floreció entre el 3000 y el 2200 a. C. (el período Eneolítico de la primera orfebrería del cobre), centrada en Syrmia y Eslavonia oriental, en la orilla derecha del río Danubio, pero posiblemente extendida por la llanura panónica y los Balcanes occidentales y hacia el sur. Por lo tanto, fue contemporánea del periodo de Sumer en Mesopotamia, del periodo dinástico temprano en Egipto y de los primeros asentamientos de Troya (Troya I y II). Algunos autores lo consideran la cultura del vaso campaniforme durante la kurganización de Europa.

## Ubicación
Tras la cultura de Baden, otra oleada de posibles hablantes indoeuropeos llegó a las orillas del Danubio. Uno de los principales lugares que ocuparon es el actual Vučedol, situado a seis kilómetros río abajo de la ciudad de Vukovar (Croacia). Se calcula que el lugar llegó a albergar a unos 3.000 habitantes, lo que lo convierte en uno de los mayores y más importantes centros europeos de su época. Según Bogdan Brukner, los protoilirios descienden de esta oleada de colonos indoeuropeos.
Las primeras etapas de la cultura ocuparon lugares no muy alejados de las cordilleras, donde se encontraban los yacimientos de cobre, debido a su principal invención: la fabricación de herramientas de cobre arsenical en serie reutilizando moldes dobles de dos piezas.
La cultura Vučedol, en su apogeo, cubrió total o parcialmente 14 de los actuales países europeos: la República Checa, Eslovaquia, Austria, Hungría, Rumanía, Eslovenia, Italia, Croacia, Bosnia y Herzegovina, Serbia, Montenegro, Kosovo, Albania e incluso se ha registrado un asentamiento en el este de Grecia.

## Fases culturales

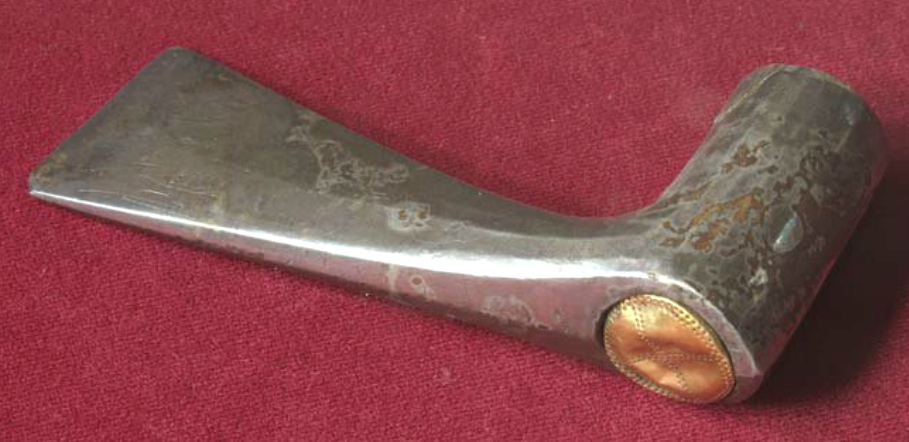
Hacha de plata y oro del túmulo de Mala Gruda, Montenegro, c. 2200 a. C.

La cultura Vučedol se desarrolló a partir de dos culturas eneolíticas más antiguas: la cultura Baden, principalmente en la llanura panónica, y la cultura Cotofeni en el norte de Serbia y el oeste de Rumanía, por lo que la región principal de desarrollo del Vucedol es el este de Croacia y la región de Syrmia.
La estratigrafía arqueológica de la cultura Vučedol puede dividirse en cuatro fases:
- Período preclásico A
- Período clásico temprano B1
- Período clásico B2
- Período de expansión con tipos regionales, C:
  - Croata oriental (tipo eslavo-sirio)
  - Bosnio occidental (tipo Hrustovac)
  - Bosnio del sur (tipo Debelo Brdo)
  - Serbio del Norte (tipo Đurđevačka Glavica)
  - Croata occidental-esloveno (tipo Ljubljana Marsh)
  - Transdanubio (tipo húngaro panónico)
  - Tipo austriaco-checo oriental

La cultura Vučedol es la última cultura eneolítica de la región, mostrando un uso característico del hacha de guerra en su forma "Banniabik". Los objetos de culto sugieren la práctica de nuevos cultos muy diferentes de la concepción neolítica de la Magna Mater: culto al Ciervo, motivos solares en forma de matriz, figuras de mujeres con ropas sin decoración sexual o de fertilidad, símbolos de doble hacha. En la cerámica, nuevas formas y una nueva y rica decoración, se caracterizan por el espectacular hallazgo, la paloma de Vučedol. La cultura Vučedol explotó masivamente los minerales de cobre autóctonos. Los asentamientos destruyeron asentamientos eneolíticos anteriores, y también se desarrollaron nuevos asentamientos Vučedol en regiones donde no existía ninguno anteriormente.
El surgimiento de una clase dominante de cazadores-guerreros es un anticipo de los cambios que serán característicos para el este y el centro de la Edad del Bronce temprana europea.

## Organización social
En comparación con las culturas anteriores y contemporáneas, la cultura Vučedol explotaba una diversidad de fuentes de alimentación: los Vučedol eran cazadores, pescadores y agricultores, con algunos indicios claros de que tenían ciertos animales domésticos. De este modo, la cultura era más resistente a las épocas de escasez.
El jefe de la comunidad era el chamán-herrero, que poseía los conocimientos arcanos para evitar el gas arsénico venenoso, lo que está relacionado con la tecnología de la orfebrería del cobre, así como con la comprensión del ciclo anual. Sin embargo, toda la vida del chamán-herrero no podía transcurrir sin las consecuencias biológicas de la exposición crónica al arsénico: pérdida lenta de la coordinación de los movimientos corporales y, al mismo tiempo, mayor potencia sexual. "Por eso", según Aleksandar Durman, "todos los dioses eneolíticos o posteriores de la metalurgia se identifican con la fertilidad, y también por qué todos los dioses de casi todas las culturas primitivas - cojean".
Fue una sociedad de profundos cambios sociales y estratificación que llevó al nacimiento de la aristocracia tribal y militar. Además, la gente de Vučedol tuvo tiempo suficiente para expresar su visión espiritual del mundo.

## Cerámica
En los tiempos modernos, la cerámica de Vučedol se ha hecho famosa en todo el mundo. Evolucionó una forma bicónica muy característica y unos ornamentos típicos, en muchos casos con las típicas "asas" que casi no eran funcionales, pero que eran clave para entender unos ornamentos que tenían significados simbólicos, representando ideas como "horizonte", "montañas", "cielo", "inframundo", "sol", "constelación de Orión", "Venus", etcétera.

### La paloma de Vučedol

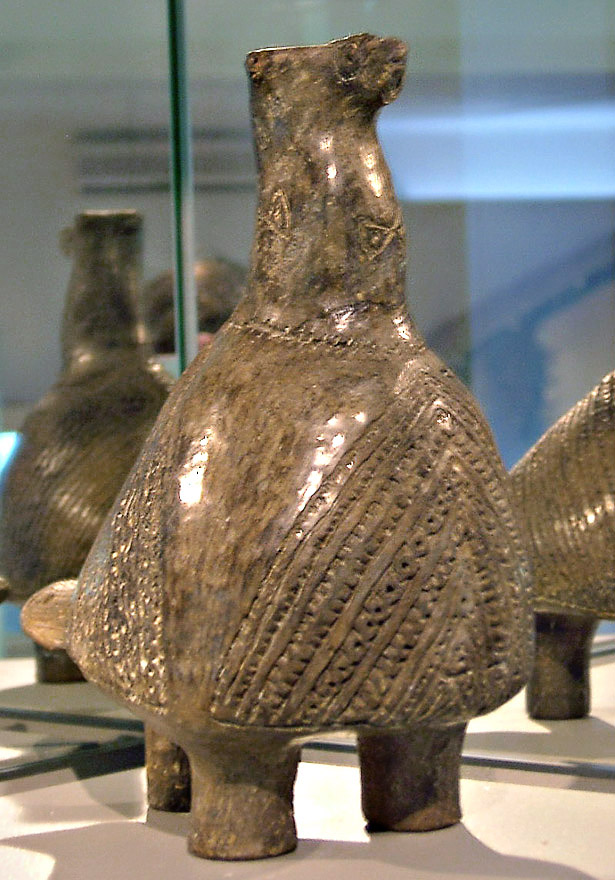
La paloma de Vučedol, la distintiva vasija con forma de pájaro de la cultura Vučedol, c. 2600 a. C.

Una de las piezas más famosas de Vučedol es la vasija ritual fabricada entre el 2800 y el 2500 a. C., llamada por la atribución especulativa de M. Seper, que la encontró en 1938, la "paloma de Vučedol" (vučedolska golubica). Sin embargo, la interpretación más reciente es que la vasija tiene la forma de la perdiz macho, símbolo de la fertilidad, cuyo comportamiento defensivo cojeando contra el ataque de los depredadores en un nido de perdices en el suelo lo relaciona con el chamán-herrero cojeando, según la reciente interpretación de Aleksandar Durman, de Zagreb. La figura es un notable ejemplo de creación artística y simbolismo religioso asociado al culto a la Gran Madre.
La "paloma de Vučedol" es una vasija ritual de 19,5 cm de altura hecha de arcilla cocida. En su cuello están incisos tres símbolos de hachas dobles y un collar, con líneas que cubren las alas y el pecho, y una inusual cresta en la parte posterior de la cabeza. Si la forma de la cresta y el cuidadoso delineado de las alas y el pecho demuestran que la figura es la paloma domesticada, entonces se criaba en Europa hace 4.500 años, mucho antes de lo que comúnmente se piensa. La "paloma de Vučedol" es la figura de paloma más antigua encontrada en Europa hasta ahora.
La vasija ritual está representada en el reverso del billete croata de 20 kunas, emitido en 1993 y 2001.

### Calendario astral
Entre las piezas más famosas se encuentra una pieza de cerámica datada en el 2600 a. C. con un calendario astral, el primero encontrado en Europa que muestra el año a partir del atardecer del primer día de la primavera.
Se basa en un ciclo de Orión, mostrado por una secuencia precisa de constelaciones en una vasija encontrada en un túmulo eneolítico en el mismo centro de la moderna ciudad de Vinkovci. Las condiciones climáticas de esa latitud hacen que haya cuatro estaciones anuales. La explicación sencilla del calendario de Vučedol es que cada una de las cuatro bandas laterales de la vasija representa las cuatro estaciones, empezando por la primavera en la parte superior. Cada banda está dividida en doce casillas, formando 12 "semanas" para cada estación. Cada una de las cajitas contiene un ideograma de los objetos celestes que se encuentran en un punto determinado del horizonte justo después del crepúsculo. El lugar de referencia en el horizonte es el punto en el que (en aquella época) el Cinturón de Orión desaparecía de la vista al final del invierno, lo que significaba el comienzo de un nuevo año. Los pictogramas de los recuadros representan: Orión, el Sol, Casiopea, Cygnus, Géminis, Pegaso y las Pléyades. Si la casilla está vacía, significa que no había nada visible en el punto de referencia durante el tiempo correspondiente.

## Estilo de vida y religión
Los habitantes de la cultura Vučedol vivían en casas de paja y caña. Los Vučedol vivían en emplazamientos en lo alto de las colinas, rodeados de empalizadas. Las casas estaban semienterradas, en su mayoría de planta cuadrada o circular con suelos de arcilla quemada; las formas también se combinaban en forma de seta; había chimeneas circulares.
Las casas del yacimiento de Vučedol eran también lugares de nacimiento y enterramiento. Se encontraron varios esqueletos humanos en las fosas que en su día sirvieron como pozos de almacenamiento de alimentos. Sus cuerpos estaban colocados de forma ritual, con algunos posibles indicios de sacrificio humano. También se encontraron marcas en la frente de los cráneos que podrían atribuirse a algún tipo de iniciación en la primera infancia mediante una gota de cobre fundido.

## Comercio con otras culturas
Algunos investigadores de la cultura Vučedol han afirmado que existía un comercio regular entre el territorio de la cultura Vučedol y la cultura heládica del sur.
Los elementos culturales encontrados de la fase B2 de la cultura Vučedol parecen haberse originado en la primera fase de la Edad de Bronce media de la cultura heládica de la Grecia continental.

## Origen
El asentamiento excavado de Vučedol proporciona una base para la estructura estratigráfica de toda la cultura.
No se pueden sacar conclusiones definitivas sobre el carácter lingüístico de Vučedol, como la inferencia de que su gente era lingüísticamente indoeuropea, o hasta qué punto se mezclaron con poblaciones nativas europeas, en regiones de la costa oriental del Adriático, Dalmacia y Herzegovina con algunas partes de Bosnia también.
Marija Gimbutas caracterizó el complejo cultural de los vasos campaniformes como una amalgama de la cultura Vučedol y Yamna, formada tras la incursión del pueblo Yamna en el medio Vučedol y la interacción de estos pueblos durante tres o cuatro siglos, desde aproximadamente el año 3000 a. C.
Un estudio de febrero de 2018 publicado en Nature incluía un análisis de tres individuos adscritos a la cultura Vučedol. Un varón portaba el haplogrupo R1b1a1a2a2 y T2e, mientras que el otro llevaba G2a2a1a2a y T2c2. La mujer portaba el U4a. En un modelo de mezcla triple, el primer varón tenía aproximadamente un 58% de los agricultores de la Europa temprana, un 42% de pastores de la estepa occidental y un 0% de ascendencia relacionada con los cazadores-recolectores occidentales, el segundo varón un 93% de FEP, un 4% de WSH y un 3% de WHG, mientras que la mujer tenía un 37% de FEP, un 54% de WSH y un 10% de WHG.